# Tarhoona
Tarhoona (arabă ترهونة) este un oraș în Libia, aflat la 65 de km sud-est de Tripoli.